# روناک یونسی
روناک یونسی (زادهٔ ۹ دی ۱۳۵۹ در تهران) بازیگر سینما و تلویزیون ایرانی ساکن کانادا است.

## زندگی
روناک یونسی با نام اصلی اعظم یونسی زادهٔ سال ۱۳۵۹ در تهران و ساکن کانادا می‌باشد. او فرزند اول خانواده است و سه خواهر کوچک‌تر از خودش دارد.

### تحصیل
یونسی دیپلم گرافیک، فوق دیپلم عکاسی و لیسانس طراحی صنعتی دارد. یونسی در حال حاضر به مربی‌گری مشغول است.

### ازدواج
همسر سابق یونسی علیرضا قربانی بود که در سریال رستگاران در نقش احمدرضا با او همبازی بود. او بعد از جدایی از قربانی در سال ۱۳۹۱، در سن ۳۲ سالگی با محسن میری، مدل و بازیگر ۲۷ ساله ازدواج کرد که ثمره ازدواجشان دو پسر به نام‌های مهرسام و مهراز است. آنها در سریال سقوط آزاد ساخته علیرضا امینی در سال ۱۳۹۱ با هم آشنا شدند و در نهایت این آشنایی به ازدواج انجامید و این ازدواج هم بعد از ۱۲ سال به جدایی ختم شد.

### مهاجرت
روناک یونسی به همراه خانواده‌اش به کانادا مهاجرت و از بازیگری خداحافظی کرده است.

## فعالیت‌ها و کارنامه
یونسی به پیشنهاد یکی از دوستانش برای یک فراخوان بازیگری عکس فرستاد و بدون انتظار قبولی، برای تست دعوت شد و وارد حرفه بازیگری شد. او برای نخستین‌بار در سال ۱۳۸۵ با فیلم گرگ و میش به کارگردانی قاسم جعفری جلوی دوربین رفت. یونسی برای دومین بار در سال ۱۳۸۶ با سریال زمین آسمانی در قاب تلویزیون ظاهر شد. سپس در سال ۱۳۸۸ با بازی در سریال رستگاران به کارگردانی سیروس مقدم به شهرت رسید. از نمونه آثار او اسید، آسپرین، مکاشفه در باب یک مهمانی خاموش، عقاب صحرا، روز روشن، منفی هجده، سقوط آزاد، رستگاران، گرگ و میش و زمین آسمانی است. ایشان مدتی سرپرستی کلاس‌های بدنسازی بانوان را بر عهده داشتند.

## دیدگاه و حاشیه‌ها
یونسی پس از خروج از ایران به علت کشف حجاب ممنوع‌الکار شد و از فشارهای امنیتی و محیط نامناسب کاری سینما و تلویزیون در ایران پرده برداشت. او در گفتگو با ایران اینترنشنال و انتشار استوری در اینستاگرام، از خیزش ۱۴۰۱ ایران حمایت کرد. در واکنش انتشار پیام او، رسانه‌های جمهوری اسلامی او را کاسب زن، زندگی، آزادی نامیدند و علت آن تشویق مخالفان به اهدای پول یک فنجان قهوه روزانه خود برای هزینه مبارزات بود.

## فیلم‌شناسی

### سینمایی
| سال  | نام فیلم       | کارگردان       | منابع  |
| ---- | -------------- | -------------- | ------ |
| ۱۳۹۱ | روز روشن       | حسین شهابی     | [ ۲۰ ] |
| ۱۳۹۱ | عقاب صحرا      | مهرداد خوشبخت  | [ ۲۱ ] |
| ۱۳۸۹ | کوچه ملی       | مهرشاد کارخانی | [ ۱ ]  |
| ۱۳۸۷ | به هدف شلیک کن | محمد کتیرایی   | [ ۱ ]  |
| ۱۳۸۶ | منفی هجده      | اصغر نصیری     | [ ۱ ]  |
| ۱۳۸۵ | ارتفاع ۶/۴۵    | سیامک شایقی    | [ ۲۲ ] |
| ۱۳۸۵ | گرگ و میش      | قاسم جعفری     | [ ۲۳ ] |

#### فیلم‌های تلویزیونی
| سال  | نام فیلم | کارگردان     | منابع  |
| ---- | -------- | ------------ | ------ |
| ۱۳۸۶ | زینب     | علیرضا توانا | [ ۲۴ ] |

### مجموعه تلویزیونی
| سال  | عنوان مجموعه    | کارگردان           | توضیحات       | منابع  |
| ---- | --------------- | ------------------ | ------------- | ------ |
| ۱۳۹۳ | آخرین بازی      | حسین سهیلی‌زاده     | شبکه پنج سیما | [ ۱ ]  |
| ۱۳۹۳ | کپی برابر اصل   | سید جلال‌الدین دری  | شبکه یک سیما  | [ ۲۵ ] |
| ۱۳۹۳ | نیلی‌تر از مهتاب | محسن یوسفی         | شبکه سه سیما  | [ ۲۶ ] |
| ۱۳۹۰ | سقوط آزاد       | علیرضا امینی       | شبکه یک سیما  | [ ۱ ]  |
| ۱۳۸۹ | موج و صخره      | مجید صالحی         | شبکه پنج سیما | [ ۱ ]  |
| ۱۳۸۹ | خانه بی‌پرنده    | کاظم معصومی        | شبکه پنج سیما | [ ۲۷ ] |
| ۱۳۸۸ | رستگاران        | سیروس مقدم         | شبکه سوم سیما | [ ۲۸ ] |
| ۱۳۸۷ | گل‌های گرمسیری   | محمدمهدی عسگرپور   | شبکه یک سیما  | [ ۲۹ ] |
| ۱۳۸۶ | زمین آسمانی     | عبدالرحمان شلیلیان | شبکه یک سیما  | [ ۳۰ ] |

### سریال‌های شبکه نمایش خانگی
| سال  | نام سریال | کارگردان   | منابع  |
| ---- | --------- | ---------- | ------ |
| ۱۳۹۵ | آسپرین    | فرهاد نجفی | [ ۳۱ ] |